# Carnaval de Tubarão
O Carnaval de Tubarão e um evento que acontece todos os anos, na cidade de Tubarão, no estado de Santa Catarina.

## Sobre o carnaval
Conta com a participação de escolas de samba e blocos, que desfilam na Avenida Marcolino Martins Cabral, além da matinê de carnaval. sua entidade principal e a Liga Independente das Escolas de Samba de Tubarão (LIEST).
Em 2012 três escolas desfilaram, sem caráter competitivo.